# Société de paléontologie des vertébrés
La Société de paléontologie des vertébrés (en anglais Society of Vertebrate Paleontology, SVP) fut fondée en 1940 aux États-Unis pour les amateurs de la paléontologie des vertébrés. Sur son site internet, elle déclare qu'elle est « destinée exclusivement à des fins scientifiques et éducationnelles. Le but de la société est de faire avancer la science de la paléontologie des vertébrés et de servir les intérêts communs et de faciliter la coopération des personnes concernées par l'histoire, l'évolution, l'anatomie comparative et la taxinomie des vertébrés. » 
La Society of Vertebrate Paleontology est également concernée par la conservation et la préservation des sites de fossiles. Elle édite plusieurs publications telles que The Journal of Vertebrate Paleontology, The SVP Memoir Series, The News Bulletin, The Bibliography of Fossil Vertebrates, et plus récemment Palaeontologia Electronica.